# Hidroelektrarna Vrhovo
Hidroelektrarna Vrhovo (kratica HE Vrhovo) je ena izmed hidroelektrarn v Sloveniji; leži na reki Savi. Spada pod podjetje Savske elektrarne Ljubljana. 